# Ossido rameico
L'ossido rameico (chiamato anche ossido cuprico) è l'ossido del rame(II). In natura si trova come minerale noto come tenorite.
A temperatura ambiente si presenta come un solido nero inodore. È un composto nocivo.
Se scaldato in presenza di sostanze riducenti, si trasforma in rame metallico cedendo ossigeno (ma non può essere considerato ossidante, in quanto la temperatura dev'essere sufficientemente alta).

## Usi e applicazioni
L'ossido rameico viene utilizzato nella produzione di Termite incendiaria. In questo modo è possibile saldare grandi quantità di tale metallo senza dover ricorrere a fonti energetiche esterne. Il rame ottenuto tramite tale procedimento è di elevata purezza. 
Per dar luogo a tale reazione bisogna prendere dell'alluminio e dell'ossido rameico in polvere, miscelare bene ed innescare con nastro di magnesio acceso o con una miscela di permanganato di potassio, glicerina ed un acido, anche debole. Essendo l'alluminio l'elemento più reattivo viene ossidato, mentre il rame viene ridotto. L'elevata temperatura di reazione fa fondere il rame. La reazione è la seguente:
{\displaystyle {\ce {3 CuO + 2 Al -> Al2O3 + 3 Cu}}}

## Sintesi
Una piccola quantità di ossido rameico può essere prodotta in laboratorio facendo reagire l'idrossido di sodio (o di potassio) con il solfato rameico:
{\displaystyle {\ce {2NaOH + CuSO4 -> Cu(OH)2 + Na2SO4}}}
La reazione produce idrossido rameico, che se scaldato anche poco, si decompone in ossido rameico ed acqua secondo la reazione:
{\displaystyle {\ce {Cu(OH)2 -> CuO + H2O}}}
Questa "pasta" viene lavata e filtrata e l'ossido rameico, essendo insolubile in acqua, rimane sul filtro, mentre gli altri sali passano attraverso esso.
Può anche essere sintetizzato facendo reagire Perossido di idrogeno con Rame metallico secondo la seguente reazione: 
{\displaystyle {\ce {H2O2 + Cu -> CuO + H2O}}}

## Produzione industriale

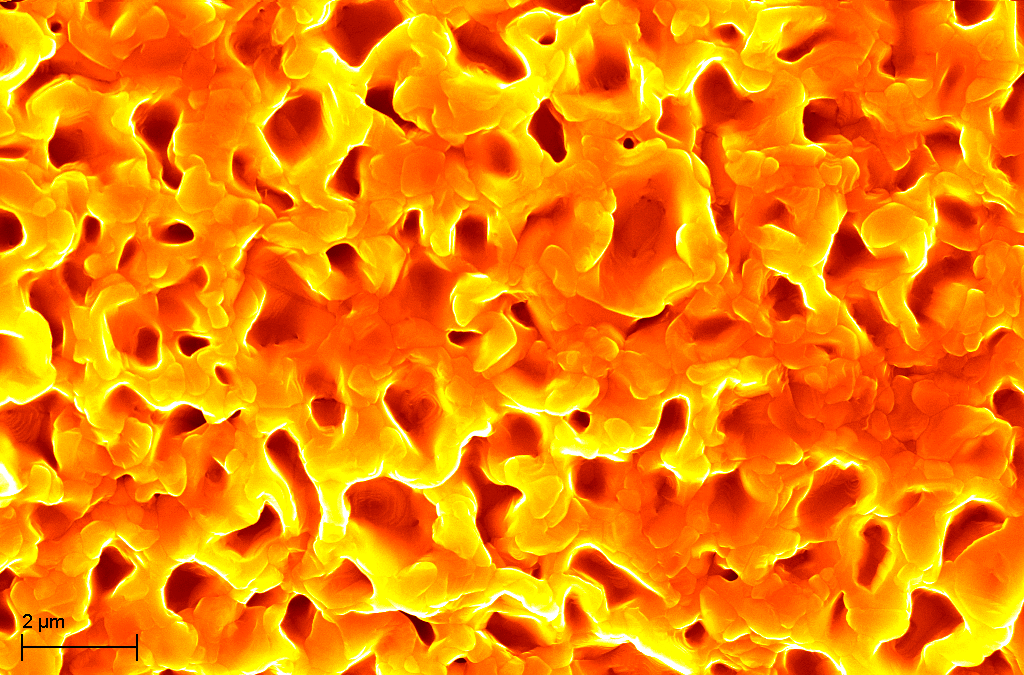
Superficie di ossido rameico al microscopio elettronico a scansione.

L'ossido rameico può essere prodotto per calcinazione del nitrato, carbonato o idrossido.
In alternativa può essere prodotto scaldando il rame in polvere molto fina ad alta temperatura in presenza di un agente ossidante (ossigeno).